# Supercoppa Primavera 2 2025
La Supercoppa Primavera 2 2025 è stata la 7ª edizione del trofeo, che ha visto sfidarsi in finale a gara unica il Parma e il Frosinone, squadre rispettivamente vincitrici dei gironi A e B del Campionato Primavera 2 2024-2025. Il Frosinone ha conquistato il trofeo per la prima volta nella sua storia, venendo proclamata squadra vincitrice del Campionato Primavera 2 2024-2025.

## Tabellino
| Arbitro: | Dorillo (Torino) |

|                           |                      |                               |
| Gemello 67’ Cardinali 75’ | Marcatori            | 30’ Schietroma 87’ Shkambaj   |
| Bal Vranici Condé         | Tiri di rigore 1 – 4 | Grosso Cichella Vaccà Cichero |